# فرنسيسكو مانويل دوران
فرنسيسكو مانويل دوران (بالإسبانية: Francisco Manuel Durán Vázquez)‏ (28 أبريل 1988 في إسبانيا - ) هو لاعب كرة قدم إسباني في مركز الوسط. شارك مع منتخب إسبانيا تحت 19 سنة لكرة القدم. أما مع النوادي، فقد لعب مع إيسيخا بالومبيي ونادي أوريويلا ونادي إلتشي ونادي ليفربول ونادي مالقا وريال سوسيداد ديبورتيفا الكالا وAtlético Malagueño ‏.

## وصلات خارجية
- فرنسيسكو مانويل دوران على موقع قاعدة بيانات كرة القدم.إي يو (الإنجليزية)
- فرنسيسكو مانويل دوران على موقع Soccerbase.com (لاعب) (الإنجليزية)
- فرنسيسكو مانويل دوران على موقع Soccerway.com (الإنجليزية)